# Lítio-6
Lítio-6 é útil como material de fonte para a produção de trítio (hidrogênio-3) e, como um absorvente de nêutrons em reacções de fusão nuclear. Lítio natural contém cerca de 7,5 por cento de lítio-6, com o resto sendo de lítio-7. Grandes quantidades de lítio-6 foram separadas para a colocação em bombas de hidrogênio. A separação de lítio-6 cessou até agora nas grandes potências termonucleares, mas os estoques dele permanecem nesses países. Lítio-6 actua como um férmion em interações com outras partículas porque tem três prótons, três nêutrons e três elétrons, e estes dão ao átomo de um total "spin" atômica de mais ou menos 1/2 - e não o de spin integrante de um bóson.